# Berlepsch' parotia
De Berlepsch' parotia' (Parotia berlepschi), of Berlepsch' zesdradige paradijsvogel, is een zeer zeldzame vogelsoort die voorkomt in het Foja-gebergte in Nieuw-Guinea. Het is een paradijsvogel uit het geslacht Parotia. De vogel werd in 1897 beschreven aan de hand van balgen die in het bezit waren van de Duitse ornitholoog Hans Graf von Berlepsch. Naar hem is de vogel ook vernoemd.

## Kenmerken
Berlepsch' parotia is een middelgrote zwarte paradijsvogel die van boven bronskleurig is, met opvallend witte sierveren aan de flanken, zes sierveren aan de kop  en ook iriserende koperkleurig-groenachtige sierveren op de borst. Het vrouwtje is veel doffer en heeft geen opvallende sierveren. Zij is vuilwit, met donkere bandering, van onder en bruin van boven. De iris van beide seksen is wit.
Berlepsch' parotia werd lang beschouwd als een ondersoort van de Carola's parotia, maar verschilt daarvan door een meer bronskleurig verenkleed, verder heeft Berlepsch' parotia geen oogring.

## Verspreiding en leefgebied
De biotoop van deze weinig bekende paradijsvogel werd in 1985 door de bekende Amerikaanse evolutiebioloog Jared Diamond vastgesteld in het Foja-gebergte van Papoea (Indonesië).
In december 2005 maakte leden van een internationaal team van elf wetenschappers uit de Verenigde Staten, Australië en Indonesië onder leiding van de ornitholoog Bruce Beehler foto's van deze soort en andere weinig bekende vogelsoorten in dit ontoegankelijke berggebied.